# Дворжицкий, Андриан Иванович
Андриан Иванович Дворжицкий (вариант имени — Адриан; 26 августа 1830, Волынская губерния — 29 мая 1887, Санкт-Петербург) — генерал-майор, полицмейстер в Санкт-Петербурге, сопровождал императора Александра II во время покушения 1881 года.

## Биография
Родился 26 августа (7 сентября) 1830 года в дворянской семье Ивана Дворжицкого, родом из Волынской губернии. Воспитывался Андриан в доме родителей. На службу он поступил 6 февраля 1845 года в звании унтер-офицера в Псковский 11-й пехотный полк, в котором 27 июня 1847 года был произведен в прапорщики.
С 1850 по 1862 годы Дворжицкий был адъютантом при ряде генералов и при штабах. 7 апреля 1867 года он, будучи в лейб-гвардии Московском пехотном полку, был произведен в подполковники и одновременно был назначен офицером для особых поручений к Санкт-Петербургскому обер-полицеймейстеру. 30 августа 1868 года Дворжицкий стал полковником.
26 июня 1874 года Андриан Дворжицкий был назначен на должность полицеймейстера Второго отделения, а в 1878 году он был перемещен в Первое отделение.
По версия А. Ф. Кони, работавшего в то время вице-директором департамента министерства юстиции, именно Дворжицкий в 1877 году, по приказу Фёдора Трепова, руководил сечением розгами студента Алексея Боголюбова — ставшем поводом к делу Веры Засулич. Позже, после судебного оправдания Засулич присяжными, Андриан Дворжицкий не выполнил просьбу Кони и выпустил освобожденную народницу прямо в уличную толпу, собравшуюся перед зданием суда.
В день покушения на Александра II 1 марта 1881 года, при сопровождении императора из Михайловского дворца в Зимний дворец, Дворжицкий был тяжело ранен. В сани Андриана Ивановича, после покушения Гриневицкого, положили смертельно раненого царя. В том же году (27 апреля) Андриан Дворжицкий был произведен в генерал-майоры и лично награждён Александром III медалью в память о кончине Александра II.
Ранение в совокупности с нервным потрясением серьёзно подкосило его здоровье: начались проблемы с сердцем, удушье и галлюцинации. Умер «от разрыва сердца» в Санкт-Петербурге в ночь на 30 мая (11 июня) 1887 года. Похоронен на Никольском кладбище Александро-Невской лавры.

## Семья
Жена, Александра Корнильевна, скончалась вскоре после смерти мужа: 28 августа 1887 года. Их дети:
- Николай — был женат: сначала (с 17.10.1893) — на Лидии Петровне Никольской[4] (у них 20 июня 1894 года родилась дочь Лидия), затем — на Ольге Владимировне Ломиковской, после 1917 года эмигрировал в Харбин, а затем в США (1923)[5]
- Корнилий (1862—1913) — поэт, юрист по профессии